# Эвакуация с Земли
Эвакуация с Земли (англ. Evacuate Earth) — документальный фильм и одноимённый сериал производства компании Atlas Media Corp., выходивший на телеканале National Geographic Channel с 2012 по 2014 годы. Было выпущено семь серий, в каждой из которых рассматривался сценарий глобальной катастрофы, угрожающей Земле, и возможность спасения людей путём строительства корабля поколений — «ковчега», который должен будет доставить землян на другую планету, пригодную для жизни. Собственно первая серия является отдельным документальным фильмом, посвящённым теоретическому столкновению Земли с нейтронной звездой и путям спасения землян.
Несмотря на предлагаемый авторами «научно-фантастический» характер фильма, снявшиеся в нём учёные утверждают, что землянам рано или поздно придётся в любом случае покинуть планету, чтобы колонизировать другие планеты.

## Сюжет

### Полнометражный фильм
Авторы идеи фильма ставят мысленный эксперимент, чем научная фантастика или фильм-катастрофа, все задавали вопрос: «Что, если нейтронная звезда столкновение Земли?» или «Сможем ли мы эвакуировать Землю?».
Земляне обнаруживают угрозу за 75 лет до столкновения. Чтобы спасти человеческую цивилизацию, необходимо построить так называемый корабль поколений — «ковчега», собрать группу колонистов численностью около 250 тысяч человек, обеспечить им все условия для полноценной жизни на борту корабля (атмосфера, гравитация, воздух, вода, животные и растения) и как можно скорее отправить корабль к ближайшей пригодной для жизни планете.
Используя знания и мнения ведущих учёных, а также реконструкцию событий при помощи компьютерной графики, авторы описывают не только процесс строительства корабля, обеспечения жизни, отбор добровольцев и поиск подходящей планеты, но и все возможные трудности и опасности, с которыми могут столкнуться авторы проекта: от человеческого фактора (трудный выбор колонистов, сбор ресурсов и возможные психологические проблемы участников проекта) до всех возможных катаклизмов на Земле, вызываемых приближением нейтронной звезды (работа над кораблём должна вестись даже в подобных условиях).
В завершении фильма показывается, как корабль прибывает к пригодной для жизни планете спустя 88 лет после столкновения, а колонисты дают начало новой эпохе существования человечества.

### Последующие серии
К 2014 году National Geographic выпустил 7 серий, и последующие шесть были также посвящены различным иным глобальным катастрофам и способам спасения землян — зомби-апокалипсису из-за мутации вируса бешенства (2 серия), серой слизи (3 серия), всемирному потопу (4 серия), чудовищных размеров урагану (5 серия), извержениям всех вулканов на планете (6 серия) и сходу Земли со своей околосолнечной орбиты из-за сгустка тёмной материи (7 серия).

## Актёры
В фильме давали интервью различные ведущие учёные США:
- директор Центра астробиологии Колумбийского университета — Калеб Шарф
- физик из Технологического института Флориды — Хаким Олусейи[англ.]
- астрофизик — Кельвин Лонг
- физик из Мэрилендского университета США — Кэтрин Азаро
- физик Центра космических полетов НАСА — Лес Джонсон
- физик Дэвид Бартелл, автор книги «Самый худший сценарий: Эвакуировать Землю!» (англ. Worst Case Scenario: Evacuate Earth!), на основе которой частично и делался фильм[1].
- писатель-фантаст — Пол Левинсон
- физик из центр космических полётов НАСА — Карл Штапельфельд
- психолог Университет аэронавтики Эмбри-Риддл — Джейсон Кринг
- геолог Рутгерский университет — Пол Фальковски
- социолог Университет Фордхэм — Хизер Гаутней
- социолог Университет Центральной Флориды — Фернандо Ривера
- физик Массачусетский технологический институт — Сара Сигер

## Показ
В США фильм выходил на телеканале National Geographic. В России он был показан русской версией National Geographic; на центральном телевидении его показал Первый канал 17 марта 2013 года.

## Критика
Журналист Майк Хейл из The New York Times писал, что этот научно-фантастический фильм включает себя многочисленные типичные сцены взрывов, пожаров и паники в толпе, но определённо интересен. Ряд зрителей в США отнёсся к фильму негативно: многие отметили наличие множества фактических ошибок и одностороннее рассмотрение проблем исключительно с точки зрения физики, а сам фильм назвали поводом для спекуляций.
В России к фильму также отнеслись скептически. Так, газета «Комсомольская правда» иронично отметила, что фильм был показан ровно через месяц после падения Челябинского метеорита, хотя теоретически человеческая цивилизация при объединении усилий всех стран может спастись при реализации подобного проекта. Астрофизик, публиковавший заметки под псевдонимом «Фёдор Дергачёв», в своём блоге раскритиковал фильм, назвав его очередной антинаучной «страшилкой». Ряд пользователей Интернета (в том числе и специалисты в астрофизике) также заявили, что фильм является скорее фантастическим, но не научным, поскольку содержит огромное количество нестыковок, характерных больше для фильмов-катастроф.